# 스페인의 계몽주의
스페인의 계몽사상(스페인어: Ilustración)은 18세기 부르봉 왕가 때 유입되었으며 합스부르크 왕가 후반기 피폐화된 경제상황과 부패한 관료주의 이후에 나타난 현상이다. 이 시기의 개혁은 계몽 전제주의로서 스페인 정부와 인프라, 교육기관을 근대화하였으며 카를로스 3세 치세 동안 호세 모니뇨 장관(백작)에 의해 많은 시도가 이뤄졌다.
스페인 왕위계승전쟁으로 시작된 18세기 스페인사는 루이 14세가 스페인의 왕을 겸하려 시작하면서 촉발됐고 나폴레옹 전쟁으로 스페인은 피로 얼룩진 전쟁터가 됐다. 카를로스 3세의 계승자는 전쟁으로 망가져 있고 외세의 간섭과 제국 내의 불안정, 부패, 개혁의 뒷수습 등을 모두 책임지고 도맡아야 했으며 이에 대한 결과는 19세기 중반까지 일어난 카를리스트 전쟁으로 나타났다.

## 스페인 왕위 계승 전쟁

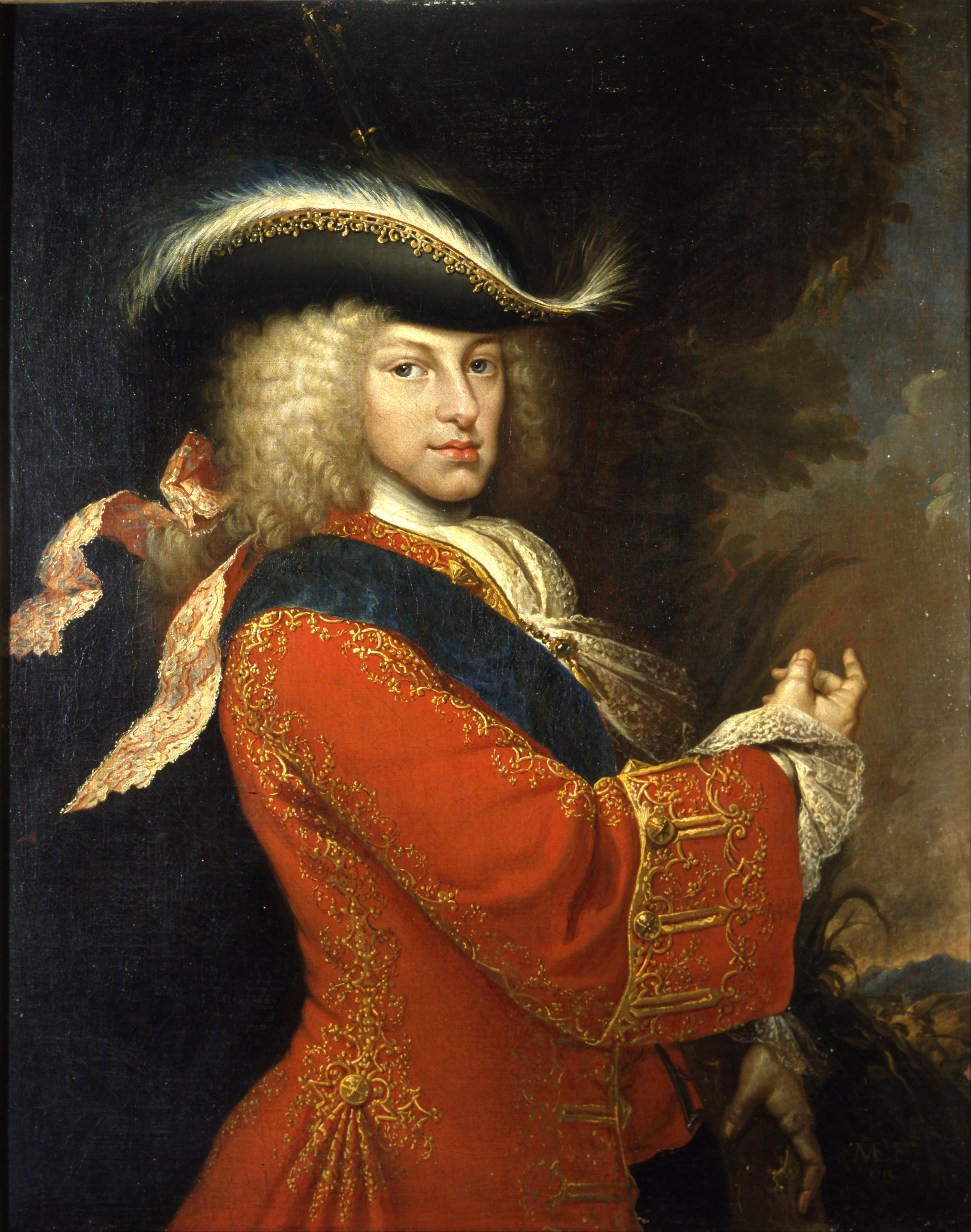
펠리페 5세, 당시 왕자였으며 그는 프랑스의 루이 14세에게는 손자였다.

후사가 없었던 데다 여러 악재에 시달렸던 카를로스 2세의 말년에는 합스부르크 왕가의 마지막 군주가 불운한 삶을 이어가야 했다. 경제 문제는 스페인의 관료주의 부패로 얼룩져 있었고 프랑스와의 전쟁 패배는 17세기 스페인이 공들였던 치적을 무너뜨려 몰락하는 제국의 쓴 광경을 지켜보게 했다. 무력해진 카를로스 2세는 이러한 흐름을 뒤바꿀 생각조차 하지 못할 정도로 정신적으로 육체적으로 모두 쇠약해져 있었다. 그러나 신세계에 광활하게 뻗쳐 있던 스페인 제국은 여전히 유럽의 강대국으로서 유럽 열강들의 정치에서는 빼놓을 수 없었다. 그러므로 만약 스페인의 왕가가 프랑스 왕의 친척에서 나오거나 후에 두 나라가 병합된다면 프랑스가 원하는 데로 유럽의 헤게모니를 차지할 수 있을 것이라는 계산이 가능했다. 또 다른 경우로 오스트리아의 합스부르크처럼 반프랑스 세력이 스페인 왕가로 자리잡으면 현재의 상황은 지속될 것이었다. 그렇기에 17세기 유럽 정치사는 왕위 계승을 왕위 계승 순서대로 진행하여 유럽 열강들이 누리던 힘의 균형을 와해하지 않도록 하는 데 초점이 맞춰졌다.

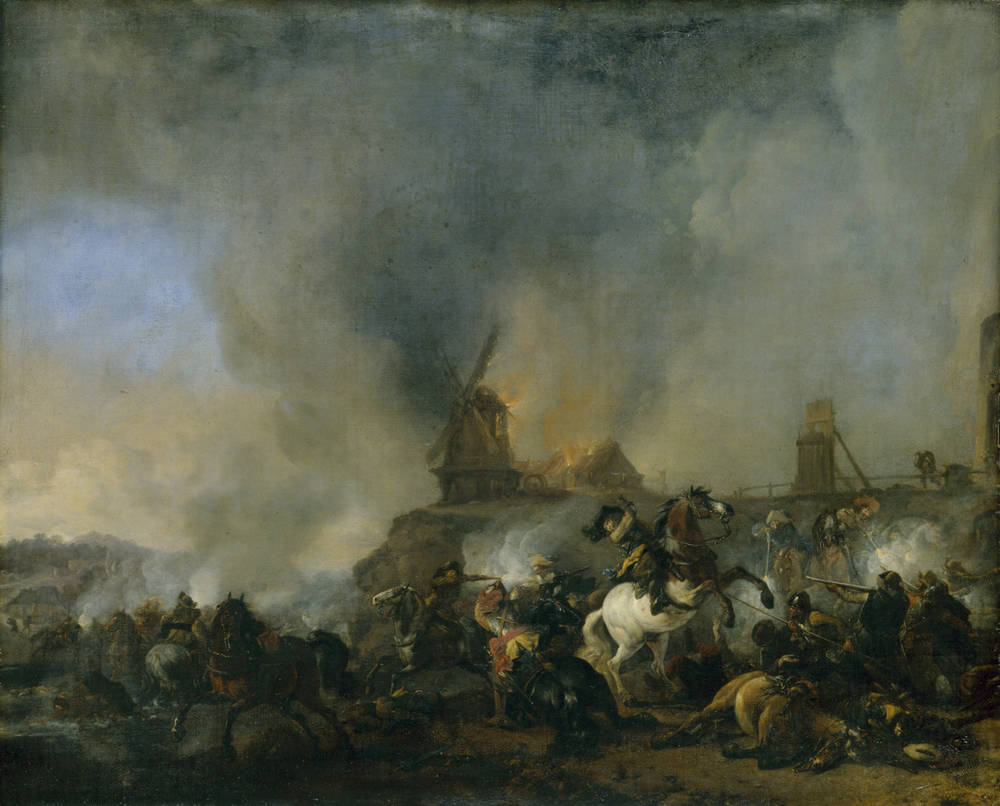
Cavalry in front of a burning mill, Philip Wouwerman

합스부르크 왕가 후손 중 불운한 시대를 겪어야 했던 카를로스 2세는 그의 마지막 국정 활동으로 왕위를 그의 조카이던 펠리페 5세에게 넘겨주기로 했다. 그는 프랑스 왕위 계승 후보이기도 했으며 카스티야 왕국의 다른 왕위 후계자들 또한 합스부르크 왕가식의 왕위 이양 계산법에 따라 이를 지지했다. 스페인 관료들 또한 독립국으로서 스페인이 존재하여 프랑스나 오스트리아의 압제에서 벗어나 있기를 원했다. 그렇지만 이 소식을 들인 루이 14세는 "피레네(스페인)는 이제 아무것도 아니다"라고 말했다.
스페인의 왕위를 노리고 있던 오스트리아 합스부르크 왕가의 카를 6세는 스페인의 왕위 계승 문제에 부당하게 대우받았다고 주장했으며 영국과 네덜란드는 스페인이든 프랑스든 유럽에서 세력을 더 키우는 것을 두고 볼 수 없었으므로 바이에른 공작 요제프 페르디난트를 스페인의 왕위로 책봉하기 위해 암묵적으로 지원했다. 그러나 두 나라는 프랑스의 루이 14세가 부르봉 왕가라는 이유로 스페인 왕위 계승 문제에 대해 지나치게 많은 야욕을 품자 결국에는 오스트리아의 입장을 지지하게 된다. 이전에 영국과 프랑스는 스페인의 왕권을 카를 대공에게 넘기고, 이탈리아 영토는 프랑스가 차지하고, 카를 대공은 나머지 스페인 영토를 획득하는 내용의 제2차 분할 조약(Second Partition Treaty)을 채결하였다. 때문에 조약에 끼지조차 않은 오스트리아의 입장에서는 불쾌감을 드러냈고 프랑스에 대해 분할 조약을 다시 요구했지만 거부하자 스페인 왕위 계승 전쟁을 일으킨다.
스페인 의회는 이 논란에 대해 분열되어 있어 1702년 전쟁이 선언되고 유럽의 강대국들이 전쟁에 속속 참가하면서 되려 스페인 내부에서는 내전이 일어났다. 발렌시아와 카탈루냐 아라곤 세력은 중앙집권화에서 이미 많이 벗어나 자주적인 활동을 하던 스스로를 펠리페 5세가 집권하면 되려 중앙집권화를 강화시킬 것이라고 생각해 오스트리아의 입장을 지지했다. 포르투갈을 거쳐 스페인으로 들어온 영국-네덜란드 연합국은 1705년 스페인을 공격했지만 오래지 않아 와해됐다. 처음에는 프랑스의 입맛대로 모든 것이 진행되는 것처럼 보였지만 1704년 블렌하임 전투를 통해 오스트리아는 영국이 파견한 제1대 말버러 공작 존 처칠 소속 군대의 지원에 힘입어 구원 받는다. 10년 동안의 전쟁을 통해 독일, 이탈리아, 이베리아반도 심지어 신대륙에서도 전쟁이 일어났으며 마드리드는 1706, 1710년 두 차례 함락당했다. 외곽 지역은 외국 군대와 각 지방의 폭동으로 처참하게 파괴됐다.

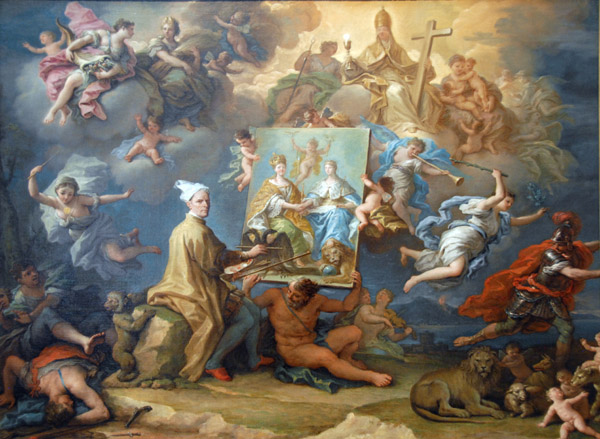
위트레흐트 조약 (1713) - 스페인 왕위 계승 전쟁의 종말을 의미했다. 본 그림은 파올로 디 마테이스의 작품으로 위트레흐트 조약을 풍자한 것이다.

위트레흐트 조약을 통해 강화 조약이 체결되면서 프랑스와 주변 열강들은 루이 14세의 손자였던 펠리페가 스페인의 펠리페 5세로 등극하는 것과 두 나라가 하나가 되는 것에는 반대한다는 데에 뜻을 모은다. 프랑스의 광대한 영토는 큰 문제 없이 견고하게 유지되고 있었지만 스페인은 상당 부분의 영토를 상실하였다. 이탈리아에 있던 스페인의 속령인 나폴리와 밀라노, 사르데냐는 시칠리아와 함께 오스트리아에 빼앗겼으며 스페인령이던 네덜란드 또한 오스트리아에 넘겨줘야 했다. 메노르카와 지브롤터를 영국에 양도하게 된 것도 이 때였다. 그러나 시일이 지나고 이탈리아 반도에 있던 시칠리아 왕국과 나폴리 왕국 등은 스페인의 손에 다시 들어온다. 많은 영토를 다른 열강에게 할당하는 대가로 펠리페는 나머지 스페인 제국의 영토를 다스릴 수 있게 되었다. 강화가 이뤄진 후에도 카탈루냐 사람들은 전쟁 내내 반펠리페를 견지하고 있어 반대 시위를 이어 갔다. 바르셀로나는 1714년이 돼서야 다시 스페인이 장악했으며 1714년 9월 11일이 카탈루냐 지방의 국경일이다. 그러나 오랜 반목으로 그 생산성이 땅에 떨어져 있어 경제 사정이 이루 말할 수 없는 지경이었던 것은 누가 왕이 됐더라도 사실이었다.

## 개혁 (1715-1746)

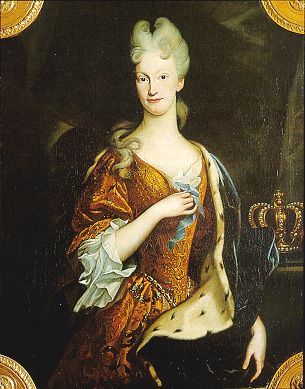
이사벨 디 파르네시오, 펠리페 5세의 두 번째 왕비

펠리페는 능력 있는 행정가였으며 행정부 내부의 권위를 다시 세우고자 지역 의회를 없애버리고 다른 여러 지역 간의 균형과 조화를 이룰 목적으로 법령을 고쳐 발표했다. 그는 프랑스인과 이탈리아인 중에서도 능력 있는 사람들을 장관급으로 배치하여 독립적으로 일하게 했으며 합스부르크 왕가 시절의 관료주의 부패가 다시 나타날 가능성을 통제하기 위한 하나의 술책이었다. 그러나 그의 둘째 왕비였던 이사벨 디 파르네시오는 공격적인 외교 정책을 일쌈는 사람이었으며 그의 치세 동안 사치스러운 전쟁으로 국력이 소모됐다.
광할한 영토의 대부분을 카를로스 2세와 펠리페5세의 왕위 계승 시기에 걸쳐 상실하였기에 펠리페 5세는 개인적으로 이전에 이뤄졌던 조약에 대해 불만이 많았다. 더군다나 그의 왕비이던 엘리자베스는 파르마 공국의 일원이었으므로 그녀의 충복이던 기울리오 알베로니와 함께 이탈리아에 다시 스페인의 세력이 뻗치길 갈망했다. 이에 대해 프랑스, 영국, 네덜란드는 즉각 스페인의 야욕을 비난하며 유럽의 강화를 깨뜨리려 하는 행동을 막으려 했다. 1717년 펠리페는 사르디나를 침공하여 왕위 계승 전쟁으로 잃었던 영토에 다시 발을 들였고 후에 시칠리아로 진격하여 오스트리아, 영국, 네덜란드, 프랑스가 모두 스페인에 대적하게 되는 양상을 자초하게 된다. 1720년 모든 노력이 해상과 육상에서 전부 수포로 돌아가자 오스트리아와 다시 강화조약을 체결하고 이전에 맺었던 위트헤르트 조약을 확인하는 수순을 밟는다.

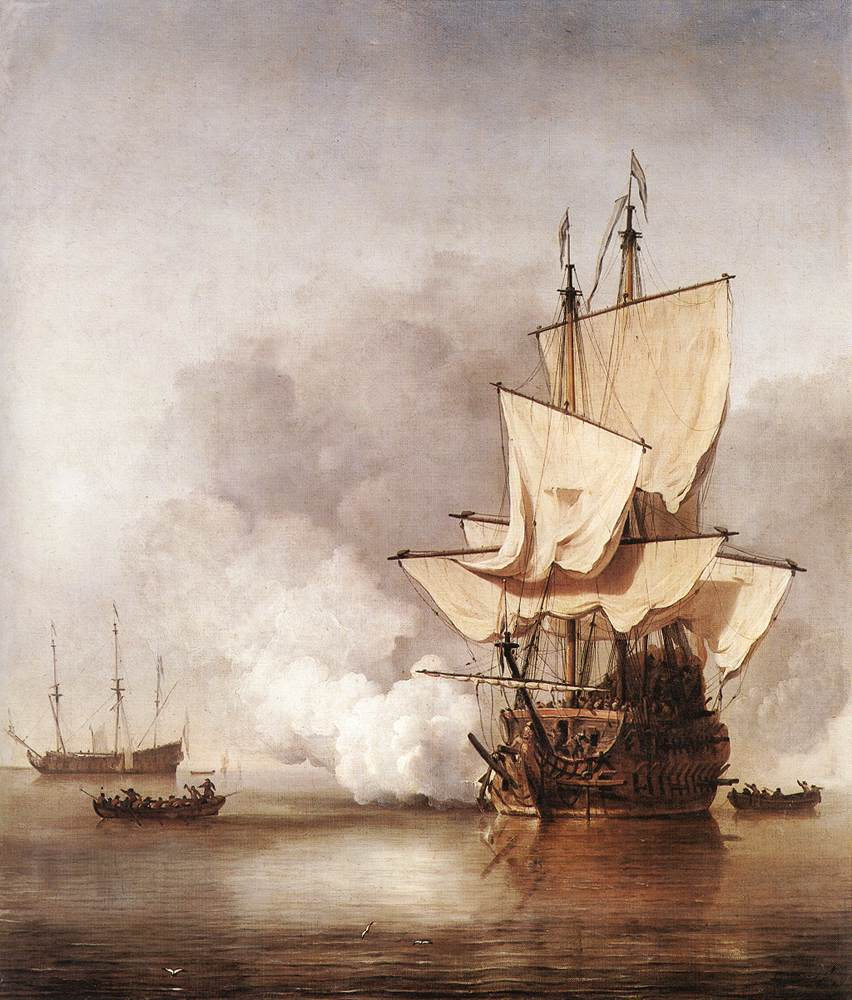
The cannon shot Willem van de Velde, the younger 作, 18세기 영국과 지중해, 신대륙에 대한 영향력을 놓고 전투를 자주 벌였다는 사실을 보여준다.

스페인은 다시 1727-1729년 동안 영국-스페인 전쟁을 일으켜 세력 회복에 나선다. 1725년 오스트리아와 동맹을 맺어 지중해 인근의 주요 항만을 넘겨주겠다는 약속을 받았기에 미노르카와 지브롤터를 영국으로부터 빼앗아 다시 손아귀에 넣으려는 계산이었다. 이에 대해 영국 내무부 수장이던 찰스 타운스헨드는 프랑스와 네덜란드를 끌어들였고 오스트리아는 강력한 동맹을 막을 재간이 없음에 더 이상 관여하지 않겠다며 발을 빼버렸다. 때문에 다시 한 번 수세에 몰린 스페인은 위협에 처한다. 영국은 이를 빌미로 스페인 제국의 광대한 영토와 금 수송선에 대해 철퇴를 가하고자 했다. 오스트리아 세력을 매수하려는 펠리페의 움직임이 더 이상 작용하지 않도록 하기 위함이었으며 영국의 계략이 성공하면서 1729년 펠리페는 다시 영국과 강화조약을 맺어야 했다. 반대로 그의 왕비 파르네시오는 하나의 소망을 이뤄 파르마 공국와, 피아켄자, 투스카니 공국을 스페인령으로 만드는 데 성공한다.
1729년 이후에 펠리페는 방향을 선회해 스페인 정가의 권력을 프랑스 쪽으로 연결하는 데 집중한다. 그의 정치적 계산에서 프랑스에 공을 들여 혈맹국으로 친척 관계를 이용하는 것은 훨씬 주도면밀해야 했지만 긍정적인 결과를 불러들일 수 있었다. 이미 펠리페는 프랑스와 협력하면서 폴란드 왕위 계승 전쟁을 통해 나폴리와 시칠리아를 훗날 카를로스 3세가 되는 그의 아들에게 주게 됐다. 가족 협약(Pacte de Famille)을 루이 15세와 1733년에 체결했으며 과거 지브롤터를 빼앗으려다 실패한 4대열강동맹 전쟁(Quadruple Alliance) 이후 처음으로 양국이 가까워지는 계기를 만들어 낸다. 아메리카 식민지를 놓고 스페인이 영국과 제킨스 귀의 전쟁(War of Jenkins' Ear)을 벌이게 되면서 펠리페는 더욱 프랑스에 의존하게 되어 오스트리아 왕위 계승 전쟁에까지 혈맹 관계를 강화해 나간다. 이는 펠리페가 이탈리아 영토를 이미 일부 차지하여 가족들이 그곳에 있었고 전쟁을 통해 영토를 확장할 재간을 마련할 수 있었기 때문으로 전쟁을 통해 실제로 스페인은 스페인 왕위 계승 전쟁 이전의 이탈리아 영토를 상당 부분 회복하여 과거에 복속하지 못했던 지역까지 차지하게 된다.
그의 치세 마지막에 펠리페5세는 장관들에게 내정을 맡기고 개혁 절차를 밟으라 지시한다. 젋고 야망 있었던 정치가 제논 데 소모데비야는 폴란드 왕위 계승 전쟁에서 성공적인 외교술 이후 그의 세력을 떨치고 있었다. 이후 7년이 지난 1743년 그의 정당과도 같았던 엔세나다 마르키스는 왕과 왕비의 마음을 사로 잡아 스페인 궁정을 독차지했다. 엔세나다는 세밀하고도 독립적인 외교술을 구사하여 프랑스와 영국 모두로부터 중립적인 입장을 취하도록 했으며 안정적이고 평화로운 치안을 유지하는 데 크게 도움이 됐다.

## 갈등 조정(1746-1759)

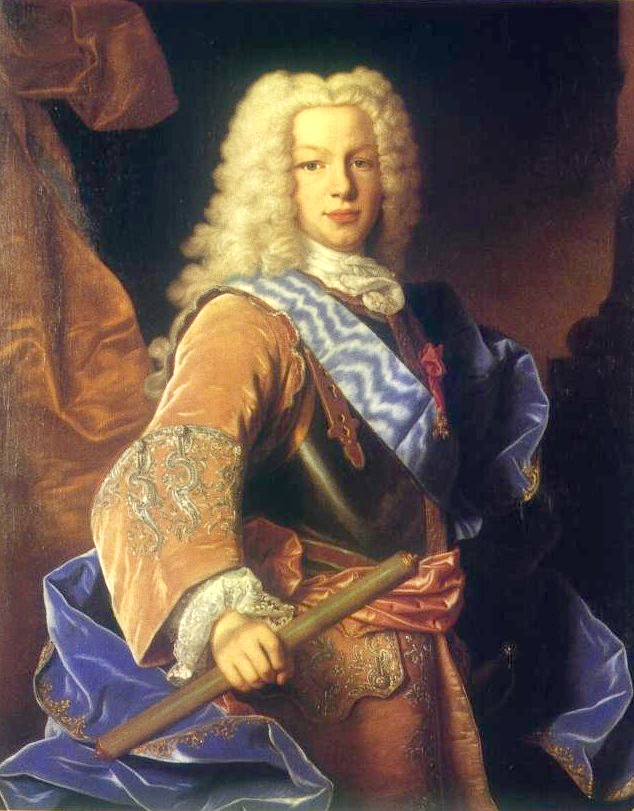
페르난도 6세 (1746-1759)

오스트리아 왕위 계승 전쟁이 끝나면서 엔세나다 정권은 그 노력을 인정 받지만 정작 전쟁이 끝나기 2년을 남기고 펠리페 5세가 죽는다. 엔세나다 세력에 있어 가장 큰 후원자이자 구심점이던 왕이 죽으면서 펠리페가 처음 마리아 루이사 디 사보이아 왕녀와 결혼으로 낳은 아들이 페르디난드 6세로 왕위에 오른다. 그는 왕위에 오르면서 결정적으로 강성하던 그의 계모를 두고 어려움을 겪었던 데다 그의 스스로에 대해서도 그 능력을 확신하지 못하고 있었다. 계모였던 파르네시오는 남편이 죽자 바로 궁정을 떠났다. 그러나 페르디난드도 아버지와 다를 바가 없어서 아내에게 지나치게 헌신적이었다. 왕비이던 포르투갈의 바르바라는 포르투갈 왕가 출신으로 과거 파르네시오가 구사했던 방식과는 달리 중립술을 옹호했으므로 그녀의 세력들이 꾸렸던 궁정의 분위기는 많이 달라졌다.
페르디난드의 통치는 모두 부친 펠리페 5세의 개혁 정치가 성공한 데 따른 것으로 재정 또한 풍족해 가뭄으로 큰 기아에 시달리던 안달루시아 지방의 세금을 1755년 모두 감면해 주었으며 경제적으로 피폐해진 지방의 재건을 돕는 데 많은 비용을 출자했다. 그는 왕으로서 국정을 장관들에게 많이 위임했다.

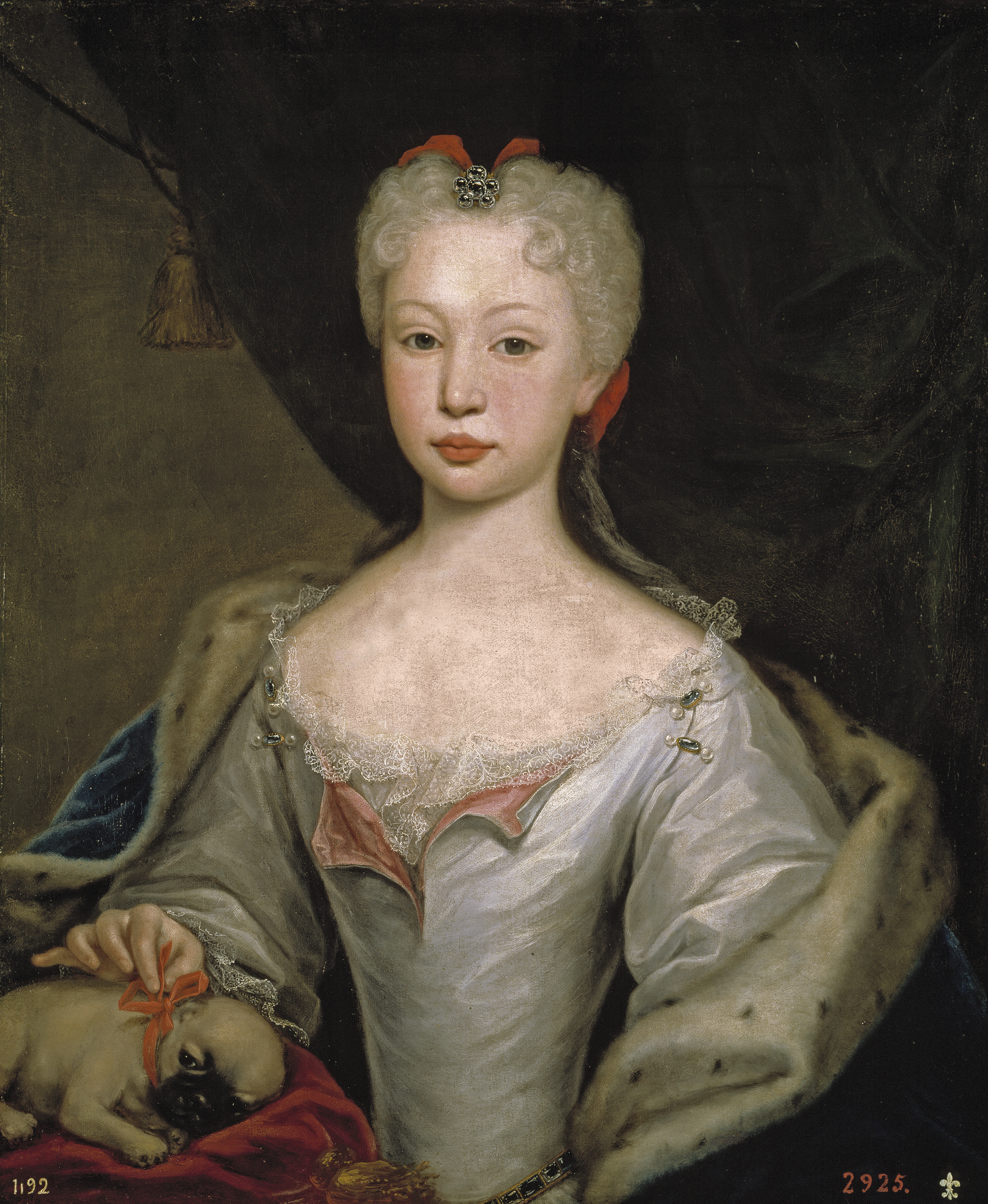
포르투갈의 바르바라, 스페인의 여왕이자 페르난도 6세의 왕비

엔세나다는 페르디난드 재위 기간 초기까지 주요 구성원으로서 활동했다. 오스트리아 왕위 전쟁 때 프랑스와 동맹을 맺으면서 페르디난드는 이 동맹으로 영국이 스페인에 대해 어떤 입장을 취하는지와 함께 취약해진 안보 상황을 강화하는 데 이용했다. 페르디난드는 호세 데 카르바할 이 란카스테르가 이끌던 친영파 세력에는 부정적이었으며 친영 세력은 영국계 스페인 신사들로 란카스터 가 출신이 주류였다. 카르바할은 스페인의 국방과 근대화는 영국과 동맹을 맺어야만 널리 이뤄질 수 있을 것이라고 굳게 믿는 사람이었고 영국의 해군력이 스페인 제국과 함께 결합되면 상업력을 기반으로 스페인이 성장을 구가할 수 있을 것으로 생각했다. 그는 오랜 시간동안 포르투갈과의 협상 끝에 우루과이 남부 지방의 반다 오리엔탈 지방에 대한 협약을 1750년에 마무리 지었다.

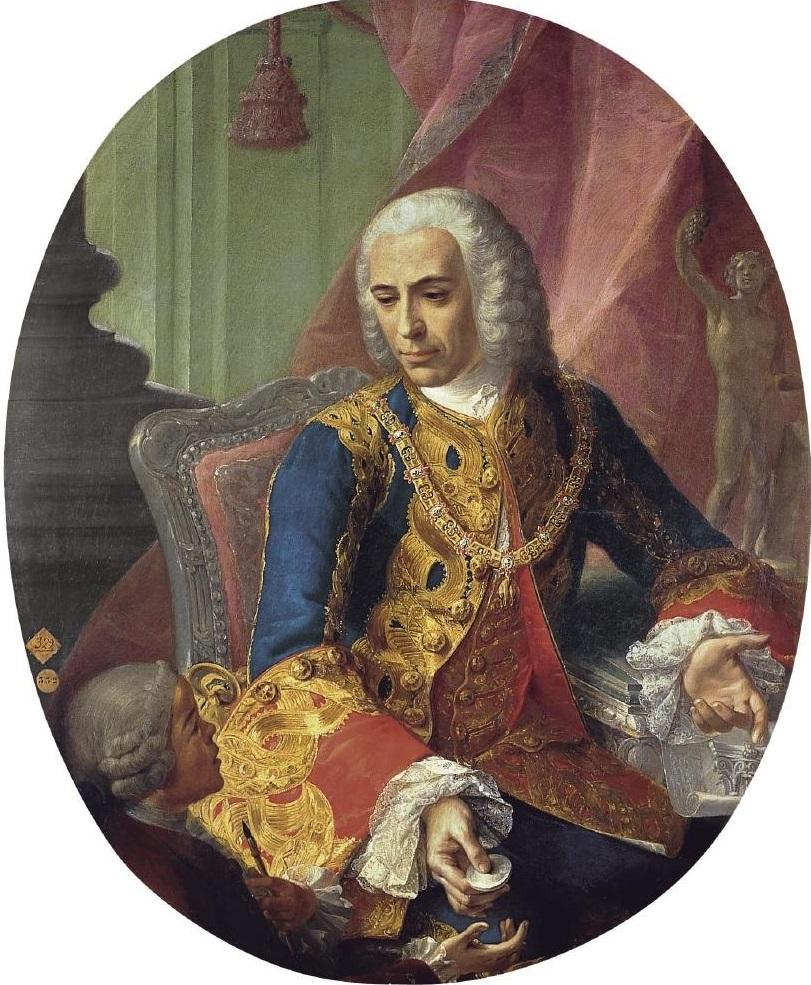
호세 데 카르바할 이 란카스테르, 페르난도 6세의 궁정 시절 친영국파 당수였다.

그러나 포르투갈과의 협약은 스페인에 정치적 결단을 내리게 했다. 양국의 조약은 예수회가 설립하고 운영하던 우루과이 남부를 포르투갈 측과 교환하는 것이어서 예수회와 영국의 반발은 컸고 해당 지역의 과라니족 또한 예수회가 부추기면서 반발 움직임을 계속 보였다. 스페인과 포르투갈 모두 이 상황에 대해 강압적으로 행동하면서 War of the Seven Reductions를 일으킨다. 이는 통상 우호적이던 양국 관계를 뒤엉키게 했으며 이에 따라 양국 모두에서 반예수회 정책이 추진되고 카를로스 3세 때까지 계속된다.
카르바할과 영국 대사 간의 궁정 비리 사건이 폭로되면서 엔세나다는 큰 위협에 처한다. 1754년 카르바할이 죽자 엔세나다는 해산을 명령받는다. 이는 프랑스의 루이 15세와 결탁하여 전쟁이 일어날까 염려되기도 했고 영국과 힘의 균형을 조율하는 역할을 하던 카르바할마저 죽어버렸기 때문이었다. 때문에 궁정은 새로운 내각의 수장으로 아일랜드인 리카르도 월을 임명한다. 그는 중립 정책을 성공적으로 이행하여 스페인이 전쟁에 휩싸이지 않도록 했다. 때문에 페르디난드의 치세는 30년 전쟁 이후 가장 큰 위협에 빠진 유럽의 혼란기 동안에도 상대적으로 전쟁의 피해가 거의 없었다.
그의 왕비는 항상 자신보다 부군이 먼저 죽을까봐 걱정하며 살았지만 생전에 많은 부를 쌓았고 이를 지킬 만한 국력도 있어 안정된 생활을 누렸다. 그러나 먼저 1758년 그녀가 먼저 죽으면서 페르디난드는 크게 상심하여 거의 모든 일에 힘을 쏟지 못하고 거의 자멸하다시피 했고 1년 뒤에 곧바로 죽어버린다.

## 계몽전제주의(1759-1788)

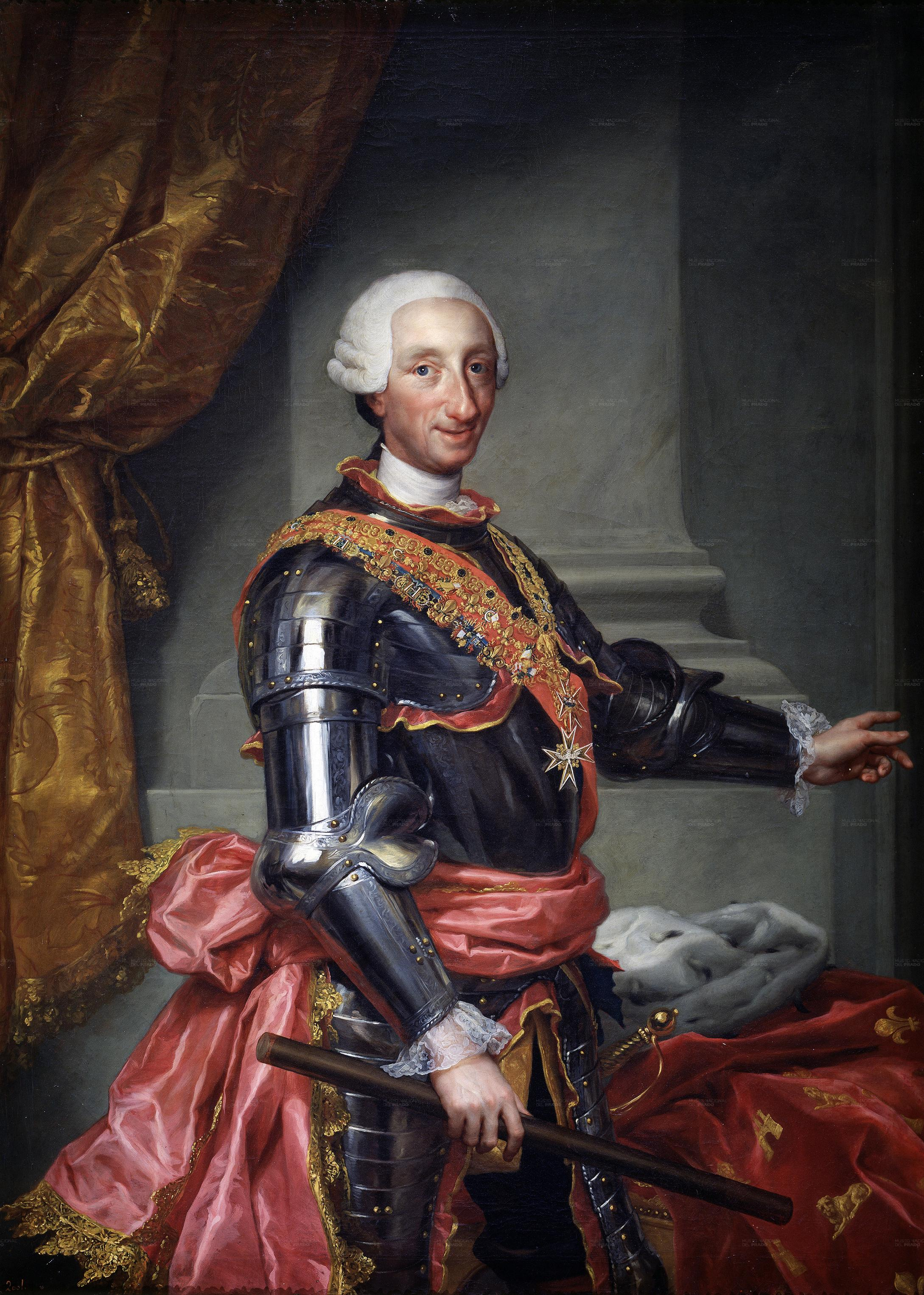
King 카를로스 3세 (r. 1759-1788)

페르디난드의 후계자는 카를로스 3세로 이사벨 디 파르네시오의 아들이었다. 그는 16살 때부터 어머니의 의도대로 파르마의 공작 지위를 갖고 있었다. 그는 이탈리아에서 많은 경험을 했기 때문에 계몽전제주의를 실험하고자 하였고 나폴리와 시칠리아를 무력으로 장악하여 양시칠리아 왕국으로 선포했다. 스페인에 도착하자마자 그는 카르바할의 친영파 주장을 반대했다. 오스트리아 왕위 계승 전쟁 당시 영국 군함이 들어와 그에게 중립을 강요했던 선례가 있었기에 그는 영국에 대한 반감이 심할 밖에 없었다.
그는 시칠리아에서 그의 스승과도 같았던 베르나르도 타누치를 만났다. 타누치는 양시칠리아 왕국 시절 스페인과 양시칠리아 왕국의 왕위가 통합될 수 없었기 때문에 카를로스의 아들이었던 양시칠리아 왕국의 페르디난드 1세를 보조하는 역할을 했다. 카를로스는 스페인으로 건너 오면서 많은 이탈리아 개혁가들을 데려 왔고 스페인 행정 시스템의 근대화를 꾀했다. 대표적인 사람이 레오폴도 데 그레고리오로서 그는 군수물품 공급업자였다. 신분은 낮았지만 그의 뛰어난 능력과 수완으로 왕의 마음을 사로잡아 그는 정계에 입문한다. 1755년 "Marquis of Esquilache"를 설립한 그레고리오(Marquis of Esquilache, 그의 별칭)는 1785년 죽을 때까지 주요 정계 인물로 활동한다.

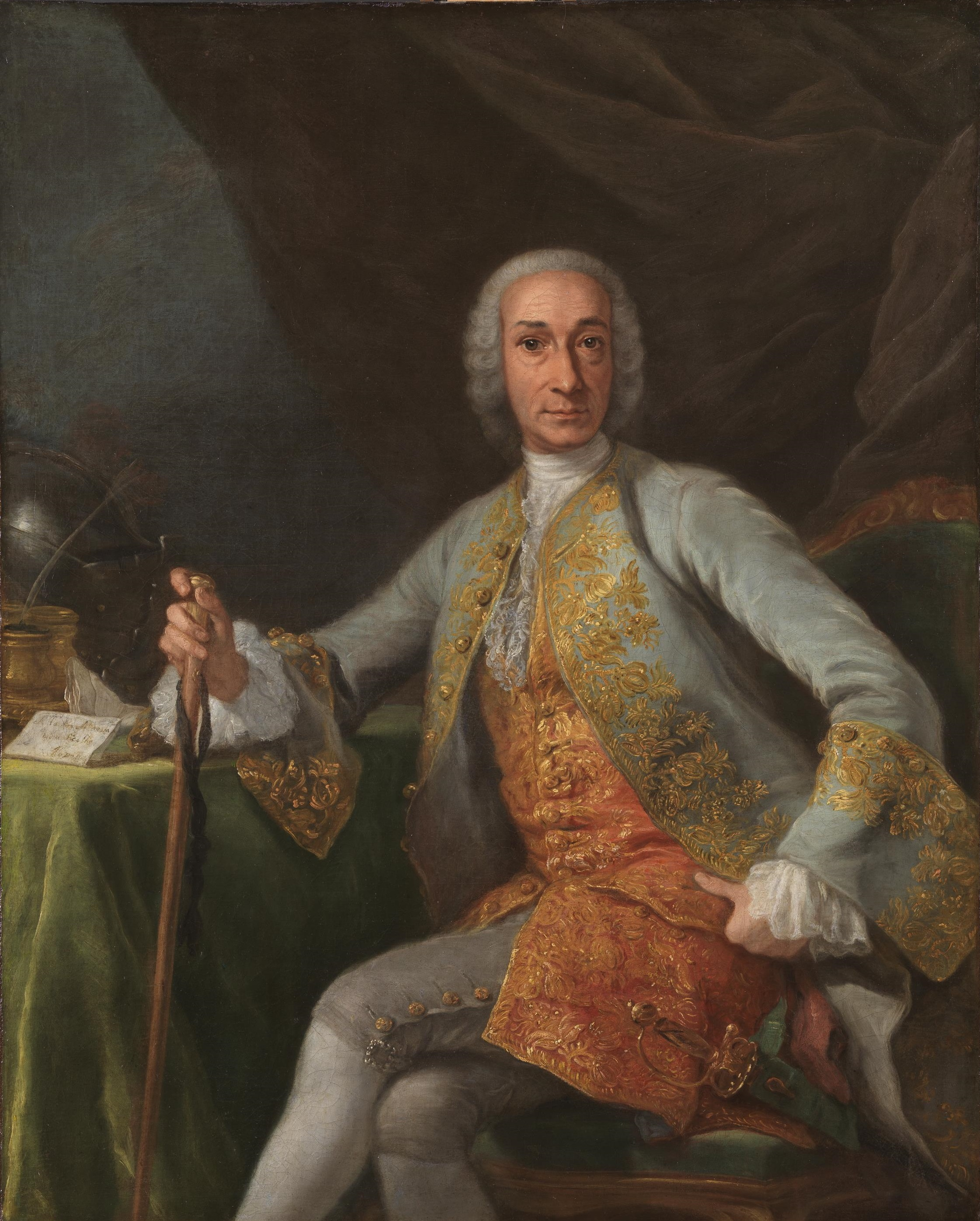
당시의 법 개혁가이자 의원이었던 레오폴도 데 그레고리오(Leopoldo de Gregorio, marquis de Esquilache)

70년 전쟁이 1756년 발발했으나 스페인은 가까스로 중립을 유지하였고 리카르도 월 내각 하에서 월은 카를로스 3세 초기정부를 지휘했다. 카를로스는 영국계 사람들에게 반감이 심했고 전쟁의 양상이 프랑스에 불리하게 돌아갔기 때문에 월의 결정과 의결에 정면으로 반박하기 시작했다. 그러면서 1762년 처음 전쟁에 끼어들기 시작했다. 1년 만에 영국이 마닐라와 하바나를 차지하면서 위협에 처한 스페인은 플로리다로까지 영국군이 처들어오자 미노르카와 지브롤터에 대해 1763년 다시 지배권을 인정할 수 밖에 없었다. 영국이 루이지애나 지역에 대한 피해보상을 주기는 했지만 1763년 파리 강화 조약 이후까지 정작 국내 경제를 살리는 데 집중할 겨를을 잃게 된다.
스페인 군주는 넓은 영토를 차지하면서 교회에 많은 토지를 증여했고 특별히 펠리페 4세는 교회에 많은 영토를 봉토로 주었다. 대부분의 땅은 사용되지 않은 것이어서 이달고(Hidalgo, 스페인의 귀족)들이 나머지의 땅 대부분을 차지했다. 이 체제는 한참 시대에 뒤쳐진 것이었고 스페인의 인구는 800만에서 1200만으로 급증하는 상황이어서 정부가 개혁할 필요성은 날로 커져갔다. 이웃나라 포르투갈처럼 스페인의 오랜 세입은 많은 신대륙 국가들에 의존하고 있었기 때문에 정부 관료제에 대한 큰 압력이 가해졌다. 이렇게 되면 기형적으로 많은 토지 소유자와 토지가 없는 귀족, 사제들까지 재산을 탐하고 있는 꼴과 같아서 더욱 경제적 상황은 악화되기 십상이었다.

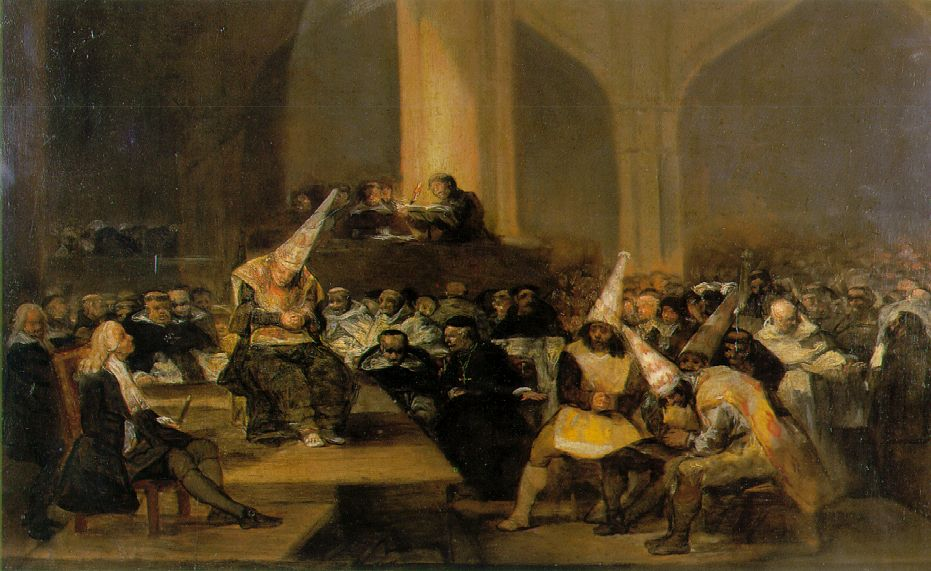
Inquisition Scene (스페인 이단 재판) - 프란시스코 고야의 작품으로 스페인의 이단 재판은 18세기 후반에까지 이뤄졌다.

계몽주의는 유럽 전반에 걸쳐 반 교권주의를 상징했으며 카를로스는 이를 반영하고자 했다. 페르디난드 4세는 스페인 예수회의 영향력을 축소시키고자 했으며 왕실의 대주교를 스스로 세워 프랑스가 15세기 이후로 행했던 대로 종교의 영향력을 조금이라도 덜 나타나게 하려 했다. 카를로스는 급진적으로 빠른 사회 변화를 통해 근대화를 취하길 원했고 예수회는 1767년 완전히 스페인에서 추방당한다. 후에 이단 심판이 다시 시작되었고 과거처럼 강한 강도는 아니었지만 1787년까지 계속되어 마녀사냥으로 몰린 여성들은 화형당했다.
토지 개혁과 농업 개혁은 귀족들과 성직자들을 자극하였고 왕실과 소원하게 했으며 스페인 사회는 여러 진통을 겪었다. 카를로스는 많은 상인들과 신흥 성장 세력과 가까이 했으므로 새로운 번영을 위해 그들의 부는 많은 도움이 되었다. 그는 자유 무역을 옹호하기도 했으며 관세 장벽을 없애 수 세기 동안 스페인 무역의 핵심 정책 중 하나를 개척한다. 1765년 곡물 무역이 자유화된 것도 이 시기이다.

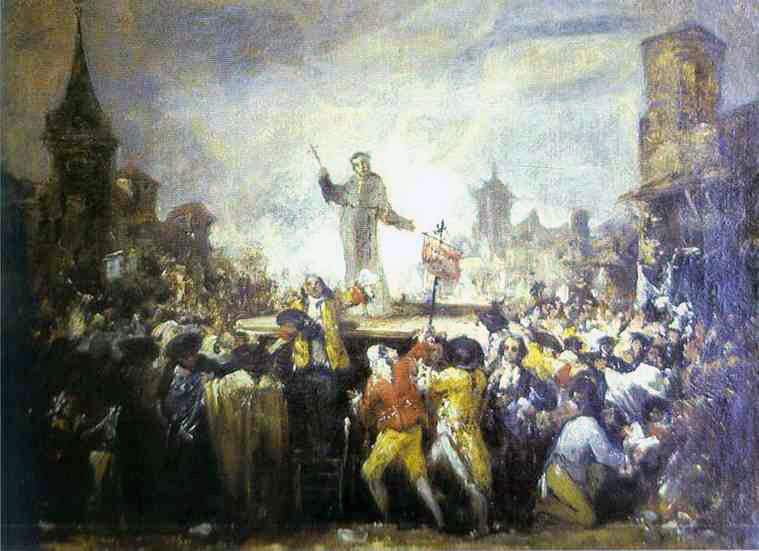
"Esquilache Riots: Motin de Esquilache", 프란시스코 고야. 곡물 무역이 자유화되면서 곡물가는 급등했고 이는 인민들의 폭동으로 이어졌다.

중앙집권화를 꾀하면서 선왕들의 정책을 이어나간 카를로스는 지방자치정부의 힘을 축소하려는 방침을 취했지만 상업 진흥 목적으로의 결속력 강화는 허용하면서 지역의 발전과 주도권을 차지하는 데 있어서 자유로이 활동하도록 했다. 국가 전반의 산업 구조는 생산령이 증대되고 통화 정책이 안정적으로 정착되면서 더욱 발전하여 성장하게 된다.
그러나 개혁이 진통 없이 이뤄진 것은 아니었다. 1766년 전 세계적으로 곡물이 부족하였고 더군다나 곡물 무역이 자유화된 상태에서 곡물가가 지나치게 오르자 폭동이 일어났다. 모든 주요 도시에서 이에 항거하는 목소리가 드세졌고 왕은 수도에서 대피했다. 총리 내신들은 크게 당황하여 이 위기 동안 아라곤 지방의 관리이던 페드로 파블로 아란다가 세력을 확장하고 왕이 없는 동안 정부를 도맡게 된다.

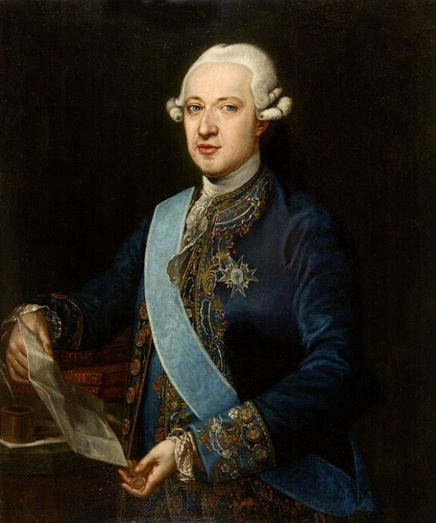
José Moñino, 1st Count of Floridablanca, 스페인 개혁가이자 의원. 프란시스코 고야 작품

아란다는 궁정에서 아라곤 세력가로서 지방 분권화가 이뤄지길 원했다. 원래의 세력가이던 레오폴도 데 그레고리오는 대사로 국외에 있는 상황이었기에 그는 정계에서 가장 유망한 사람 중 하나였다. 한편 폭동 진압 검사이던 호세 모니노는 폭동을 감시하고 왕의 개혁 정치를 정면에서 두둔하여 세를 얻게 된다. 레오폴도는 그를 1767년 로마 대사 자리에 앉힌다. 1773년 모니노는 예수회에 관련된 교황령을 반려하도록 하는 데 성공하였고 이 공로를 통해 그는 플로리다블랑카 백작이 된다.
새로 임명된 백작은 1777년 새 내각 대표가 되었고 스페인 관료제의 실질적인 개혁에 착수했다. 그는 내각제를 1778년 실질적으로 도입했고 스페인 국영은행을 처음으로 만들었으며 1782년 산 카를로스 국립은행이 그것이다. 예수회 추방 이후 급격하게 악화된 교육 제도를 위해서 그는 새로운 교사들을 선출하고 근대 교육제도를 정립하였다. 또한 외국인들이 스페인 제국 하의 신대륙에서 자유 무역을 할 수 있도록 하는 데 오랜 공을 들여 성사시켰다.
플로리다블랑카도 과거 카르바할처럼 영국 정부를 존중했고 조지 3세와 가까이 스페인 왕실이 관계를 맺는 것이야말로 가장 좋은 선택이 될 것임을 잘 알고 있었다. 그러나 카를로스는 미국 독립 전쟁이 절호의 기회라고 생각하여 영국, 프랑스, 네덜란드 동맹에 1779년 맞서 독립 세력에 많은 재정 지원을 하였다. 스페인령 루이지애나의 고문관이던 베르나르도 데 갈베스는 1762년 영국에 빼앗긴 요새들을 되찾자는 일련의 노력을 기울였고 그 해 바하마를 다시 찾아온다. 1783년 파리 강화 조약을 통해 플로리다를 비롯해 70년 전쟁으로 빼앗긴 영토의 상당 부분을 되찾은 것이 그 본보기다.

## 외세 개입과 스페인의 시련(1788-1808)

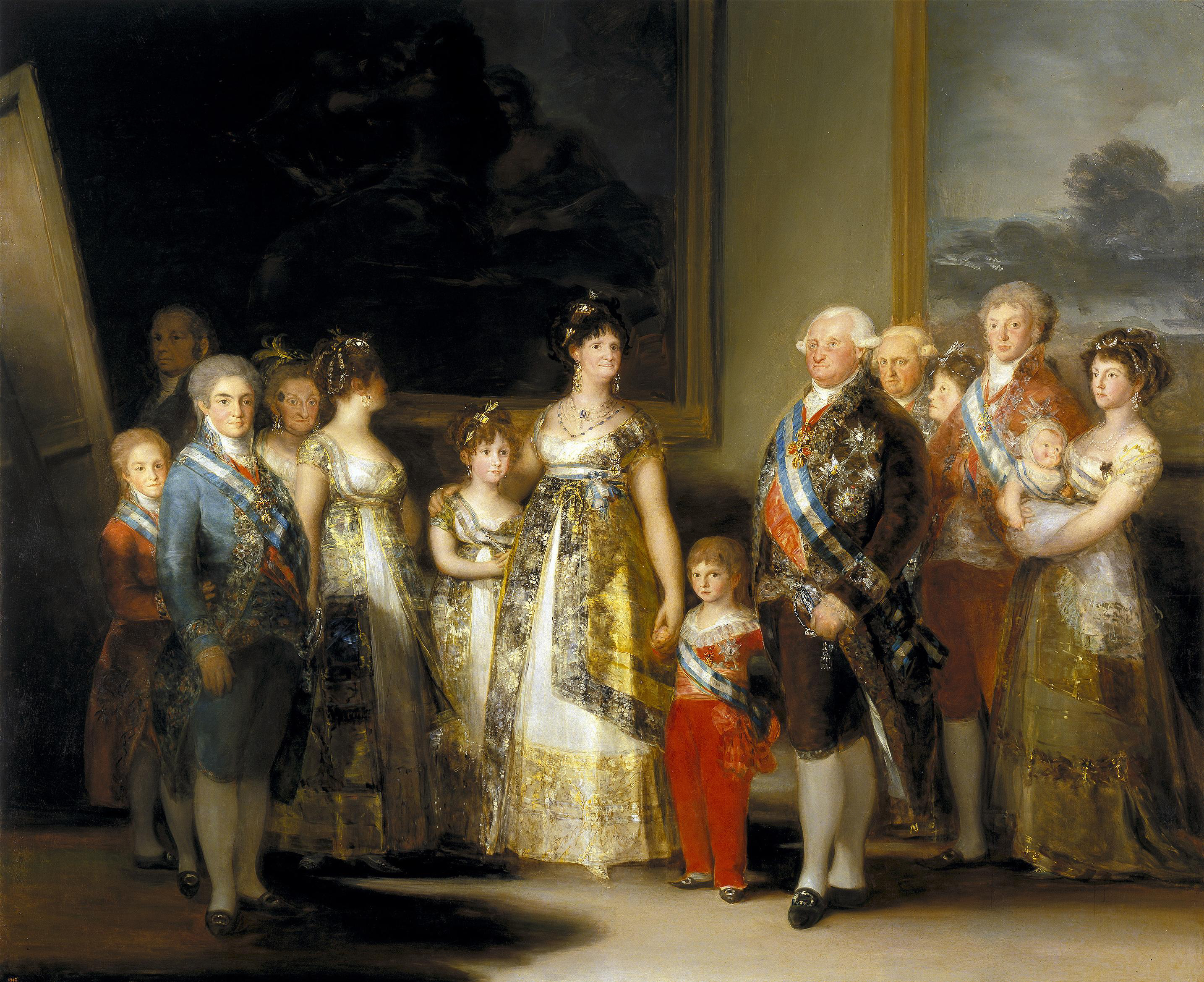
카를로스 4세의 가족

카를로스 3세는 1788년 12월 14일 죽었고 7개월 뒤 프랑스에서는 바스티유 감옥을 비롯하여 파리 일대에 프랑스 혁명이 일어난다.
카를로스 3세의 장남은 뇌전증이 있었고 성장도 더뎌 그의 둘째 아들이 카를로스 4세로 왕위에 올랐다. 카를로스 4세는 페르난도 6세처럼 정치에 관심을 갖던 사람이 아니었다. 그는 나폴리에서 자랐고 스페인에 오면서 관심은 사냥 뿐이었다. 그의 통치기간 내내 모든 정책은 아내가 좌지우지한다.

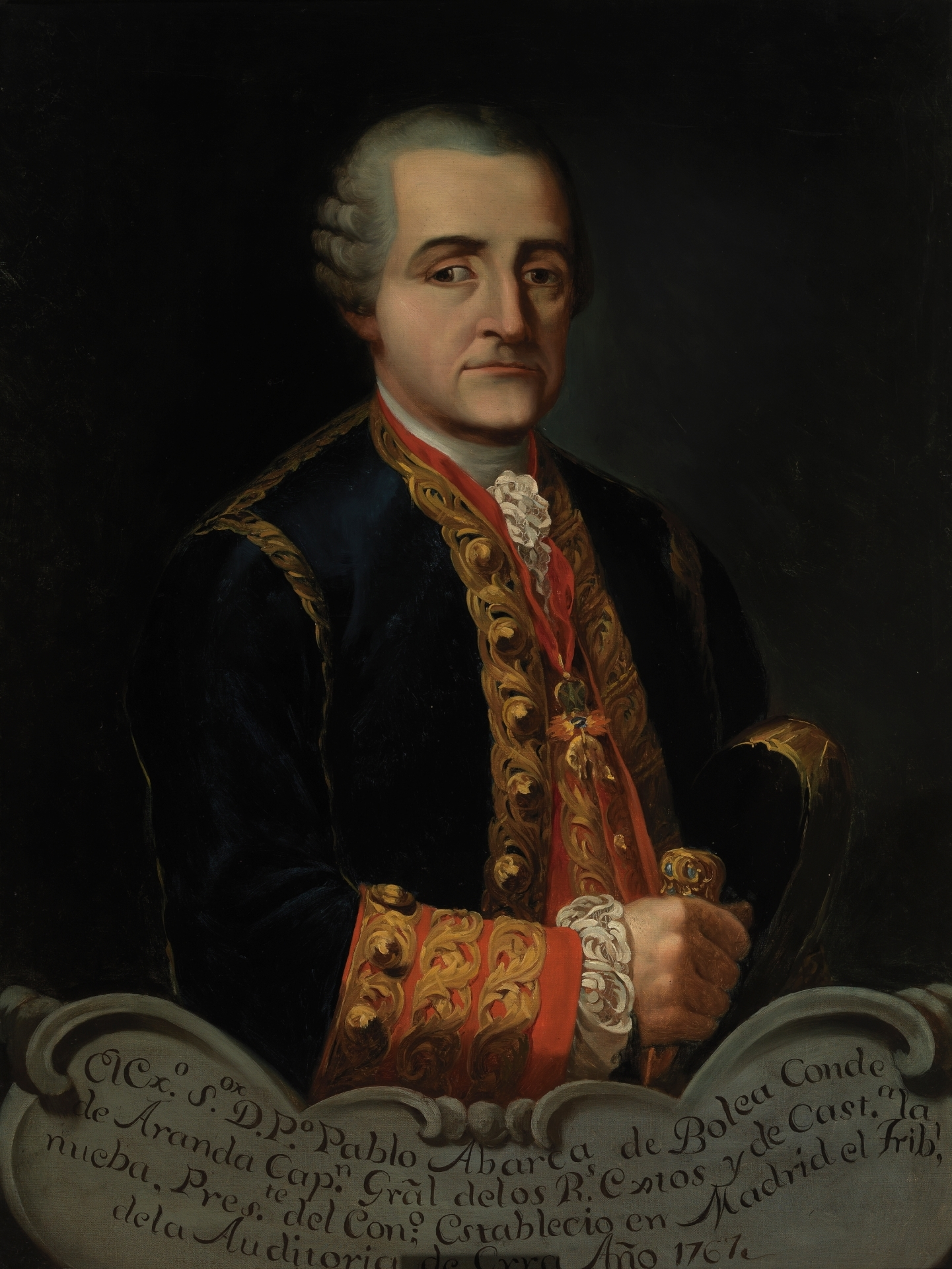
아란다의 공작, 카를로스 3세와 카를로스 4세 치세 때 아라곤파 당수

하지만 그의 아내 마리아 루이사는 평범한 가정에서 나고 자란 군인 마누엘 데 고도이를 사랑했고 그를 스페인에 데려오기까지 했으며 그의 뛰어난 미모에 빠져 곧잘 부군과 마누엘을 비교했다. 그와 왕비는 1788년 왕비가 되기 몇 달 전에 만났고 그녀는 첫눈에 반해버렸다. 왕은 마리아가 불륜을 저지르고 있었던 걸 이미 잘 알고 있었지만 고도이를 미워할 필요는 없다고 생각하여 그를 옹호했으며 1792년 내각 최고 지위에 오른다.
카를로스 4세 치하 동안 최고 지위에 있었던 호세 모니노는 함부로 말하는 사람이 아니어서 궁정 내부에 그를 따르는 사람이 많았고 특별히 카스티야 지방 내에서는 그 인기가 높았다. 플로리다블랑카 백작의 주요 정적은 페드로 파블로 아란다였다. 고도이는 아란다와 동맹을 맺고 호세 모니노(플라리다 블랑카 백작)를 공격하기 시작한다. 프랑스 혁명이 일어나고 루이 16세가 처형당하자 백작의 자유주의 정책은 큰 위기에 봉착한다. 아란다와 고도이는 이를 빌미로 1792년 횡령죄를 뒤짚어 씌워 그를 가두고 후에 석방한다.

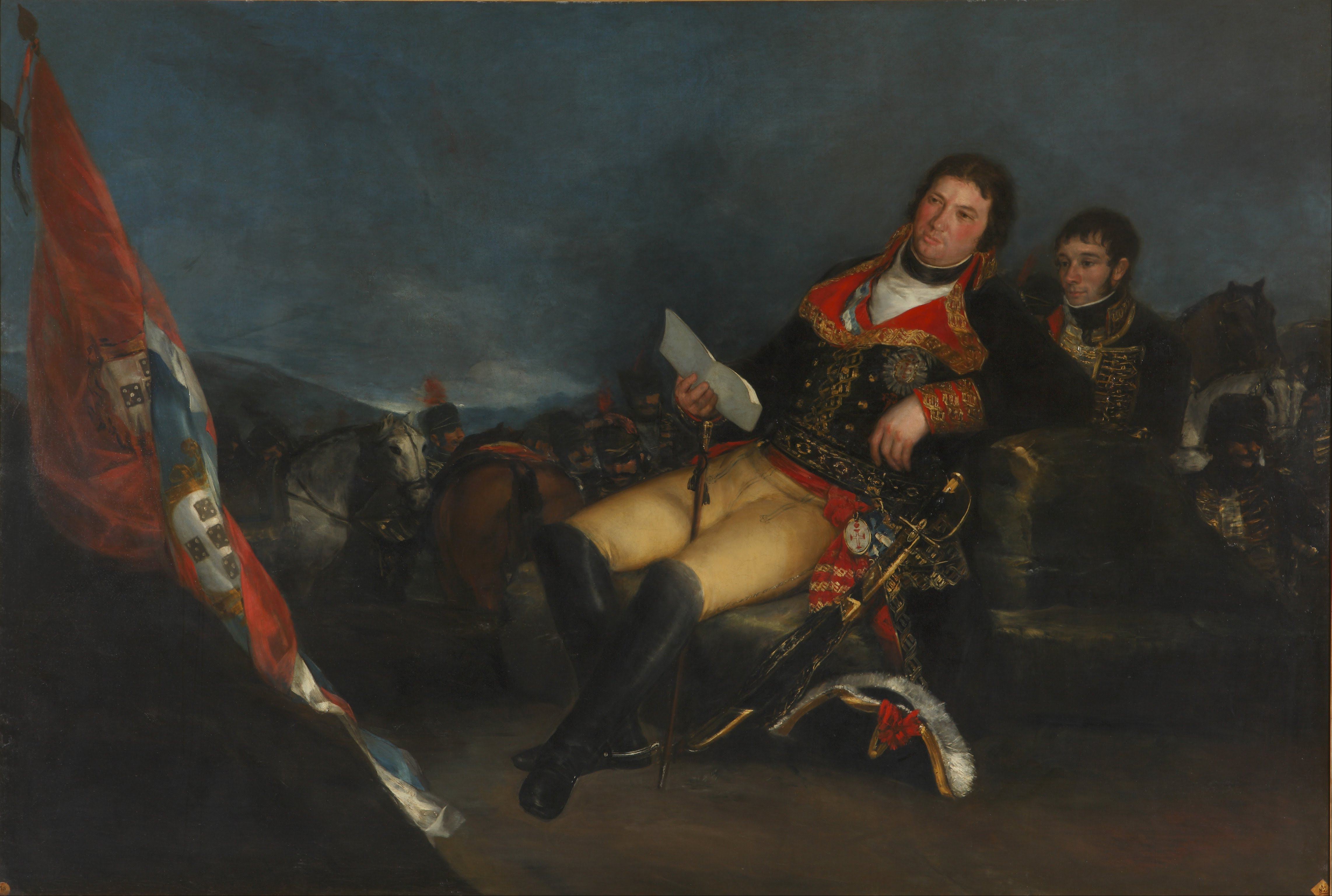
마누엘 데 고도이

카를로스 3세 동안 일련의 개혁 정치가 궤도에 오르면서 스페인은 카를로스 4세에 가서는 치적이 사라지기 시작한다. 여왕과 마누엘 데 고도이는 스페인 관료주의의 개혁에 관심이 없었고 플로리다블랑카를 자유주의를 주장하는 반왕실 세력으로 규정했다. 아라곤 지역 세력은 아란다가 이끌었고 카를로스 3세의 개혁에 반대하는 여러 동맹 활동을 시작하여 가까스로 재위 기간 동안의 개혁을 가로 막았다.
루이 16세가 1793년 사형당한 이후 2만 명 정도가 모병되어 프랑스 국경으로 행진했다. 그러나 군대는 세력이 약화되어 있었고 프랑스의 반격을 당해낼 군력도 없었다. 때문에 나바라 지방은 곧바로 프랑스 군대에 공격당하고 스페인은 어렵싸리 카탈루냐 지방을 방어한다. 스페인 국내의 국방력과 그 효용성에 마누엘은 전혀 관심이 없었기 때문에 프랑스 공화정과 바젤 조약을 체결하고 양국이 강화에 합의하는 대가로 산토 도밍고를 내주게 된다.

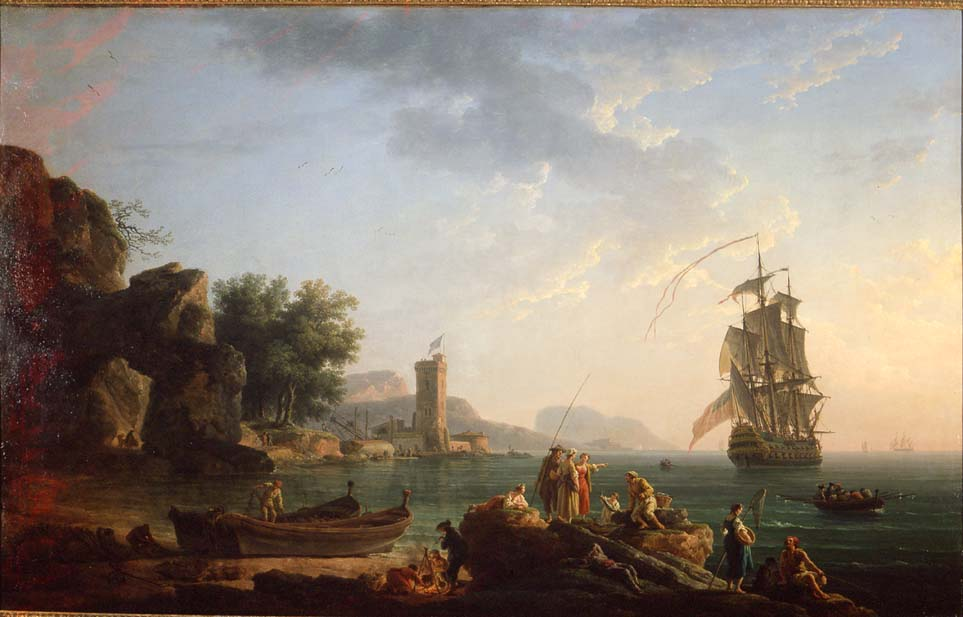
영국과의 해상전쟁을 그림 그림(클로드조제프 베르네) 스페인 제국 내에서 외세의 간섭으로 라틴 아메리카 속령이 집단적으로 독립 운동을 벌이게 된 계기가 된 사건.

영국과 오스트리아 모두 고도이에게서 등을 돌리면서 그는 결단을 해야 했다. 이미 스페인을 패배시킨 적이 있는 프랑스 공화정과 다시 전쟁을 벌이든지 아니면 다음 시기를 노리기 위해 일단 프랑스 쪽으로 방향을 선회하는 것이었다. 애초에 프랑스에 반감을 갖던 스페인은 결국 1796년 산 일데폰소 조약을 통해 프랑스와 동맹을 맺기로 하고 카를로스 4세는 이를 대가로 파르마 공국을 통치하는 데 동의한다는 조건을 받아 냈다. 영국은 이에 맞대응하여 스페인의 해상 진출을 정면으로 막아 세웠으며 1797년 신대륙의 속령들이 스페인 본국과 접촉하지 못하게 했다. 1798년 말이 되면서 스페인 군함이 영국 함대에 패하기 시작했고 미노르카와 트리니다드를 영국이 차지했다. 1800년 스페인령 루이지애나는 70년 전쟁의 종결과 함께 보상의 대가로 프랑스에 넘어 갔다.
프랑스 세력에 반대하던 포르투갈은 프랑스가 계속해서 영국 선박의 차단을 요구함에도 이를 거부하고 영국과 교섭했다. 1801년 스페인은 프랑스의 입장을 대신해 영국 선박의 통상교섭을 막을 것이라는 최후 통첩을 보낸다. 전쟁을 일으켜 스페인은 올리벤사를 차지하고 포르투갈은 스페인과 프랑스의 압력에 스페인의 영토임을 인정하게 된다. 이 지역은 현재까지도 포르투갈에서 영유권이 제기되고 있으며 비엔나 협약을 통해 포르투갈에 다시 귀속되어야 한다는 주장이 있지만 아직까지 스페인이 관할하는 영토이다.
아미앵 조약으로 1802년 잠시 동안의 평화가 이뤄진 듯 보였지만 영국은 1804년 카디스 해안에 있던 스페인 보물선을 사로 잡는다. 프랑스는 이듬해 영국을 침공할 계획이 있었고 스페인 군함이 해상에서 프랑스를 지원하는 주요 역할을 할 계산이 이뤄지고 있었다. 1805년 트라팔가 해전에서 스페인 해군과 프랑스 지중해 함대는 북쪽을 공략하여 침공하기 위해 나머지 프랑스 군함과 접촉하고자 했다. 이 때 로드 넬슨 제독이 해군사에 길이 남을 공격을 감행함으로써 스페인군과 프랑스군은 절멸당하고 영국은 다음 1세기 동안 막강한 해군력을 바탕으로 대영제국의 기틀을 위한 초석을 쌓게 된다. 이에 따라 스페인은 프랑스에 기대는 것이 과연 옳은 선택인지에 대해 진지하게 고민하기 시작한다.

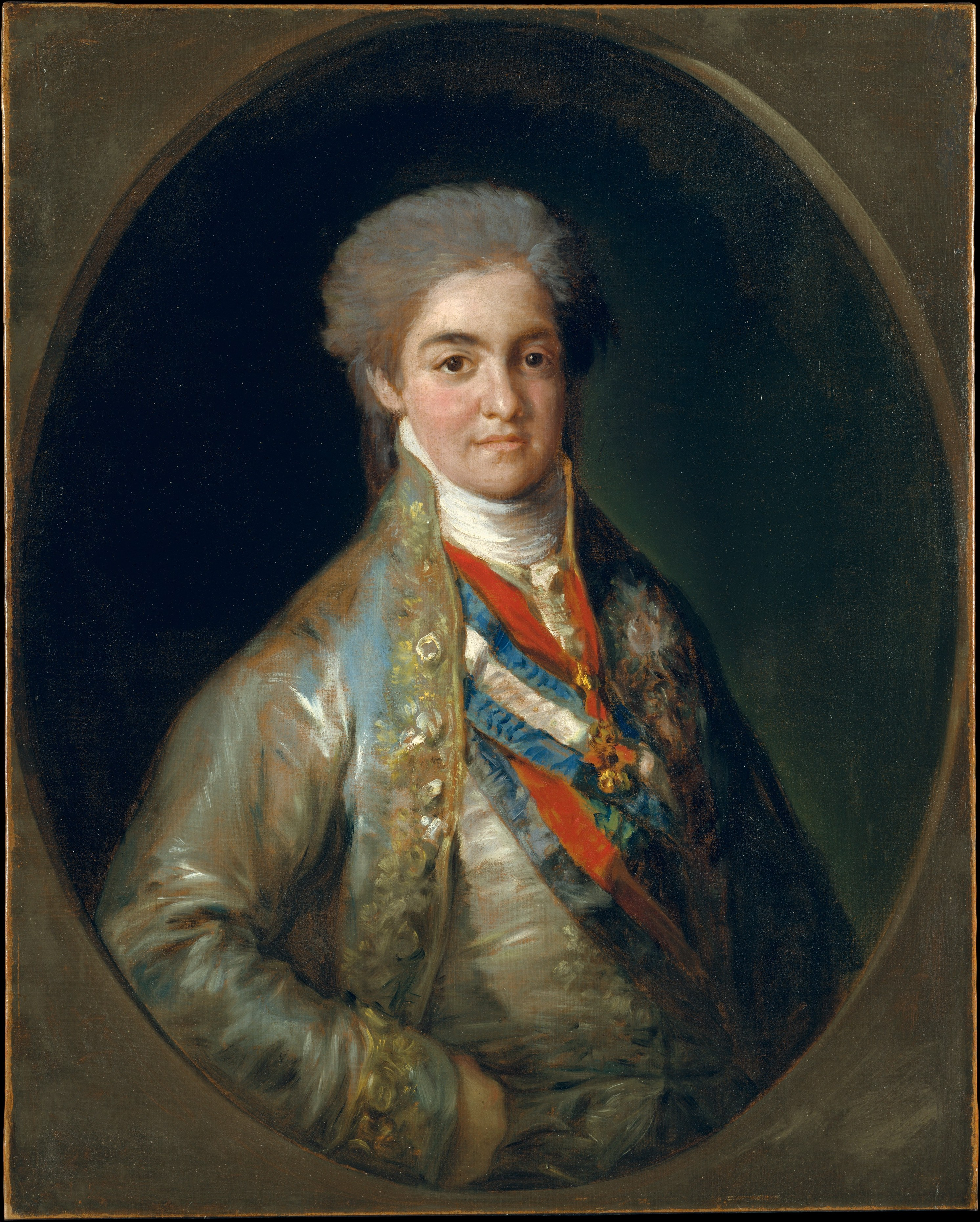
페르난도 7세

트라팔가 해전 이후 고도이는 나폴레옹의 대륙 봉쇄령에서 탈퇴하였고 1807년 나폴레옹이 프로이센을 물리친 후 다시 가입한다. 그러나 나폴레옹은 이미 고도이와 스페인 왕실에 대해 신뢰를 갖고 있지 않았고 몰락하던 고도이를 반대하는 왕의 아들 페르난도에 대한 지원 움직임도 커지고 있었다. 페르난도는 이전의 군주들과 달리 영국을 중요시 했으며 나폴레옹은 스페인 왕실이 프랑스에 득이 될 것인가에 대해 고심하게 된다.
1808년 스페인과 프랑스는 포르투갈 분할 점령에 뜻을 모아 트라팔가 해전 이후 영국의 지원 하에 계획을 감행한다. 프랑스와 스페인 군은 금방 포르투갈을 장악했으며 페르난도 왕자는 프랑스로 떠났다. 그가 프랑스로 가자 고도이를 권좌에서 내쫓기 위해 프랑스에 알력을 청탁하고자 한다는 소문이 돌기 시작했다. 스페인에서는 고도이에 반대하는 혁명이 전국적으로 일어나 결국 그는 폭도들에게 체포된다. 카를로스는 아들 페르난도를 위해 퇴위를 결심했으나 스페인 왕정 자체에 회의심을 품던 나폴레옹은 페르난도가 프랑스에 도움을 요청하자 되려 퇴위를 강요한다. 이에 따라 페르난도 대신 나폴레옹의 형이던 조제프 보나파르트가 스페인의 왕으로 등극했고 스페인 민중들은 항거하기 시작한다.

## 독립전쟁(1808-1814)

The Executions of the Third of May

스페인 사람들은 페르난도 왕자가 프랑스에 볼모로 사로 잡히게 되자 전국적으로 항의 시위에 돌입하게 됐고 반대로 독립 전쟁에 대한 상징적인 인물로서 그는 국민 영웅이 된다. 카를로스 4세와 마리아 왕비, 마누엘 데 고도이는 프랑스로 갔다 다시 이탈리아로 피신했고 다시는 돌아오지 않았다.
스페인의 군주로 조제프 보나파르트가 오르면서 스페인에서는 혁명이 일어난다. 1808년 5월 3일 마드리드 폭동은 프랑스 군대에 의해 유혈 사태로 진압됐으며 프랑스 군대는 스페인과 포르투갈 전체를 탐하려는 야욕을 표출한다. 마드리드에서 일어났던 사태와 프랑스군이 보인 반응의 잔혹함은 프란시스코 고야가 그린 그림에 정확히 묘사되어 있다. 스페인 군은 전반적으로 페르난도 왕자를 보필하고자 영국과 포르투갈군과 연합하여 프랑스에 대적한다.

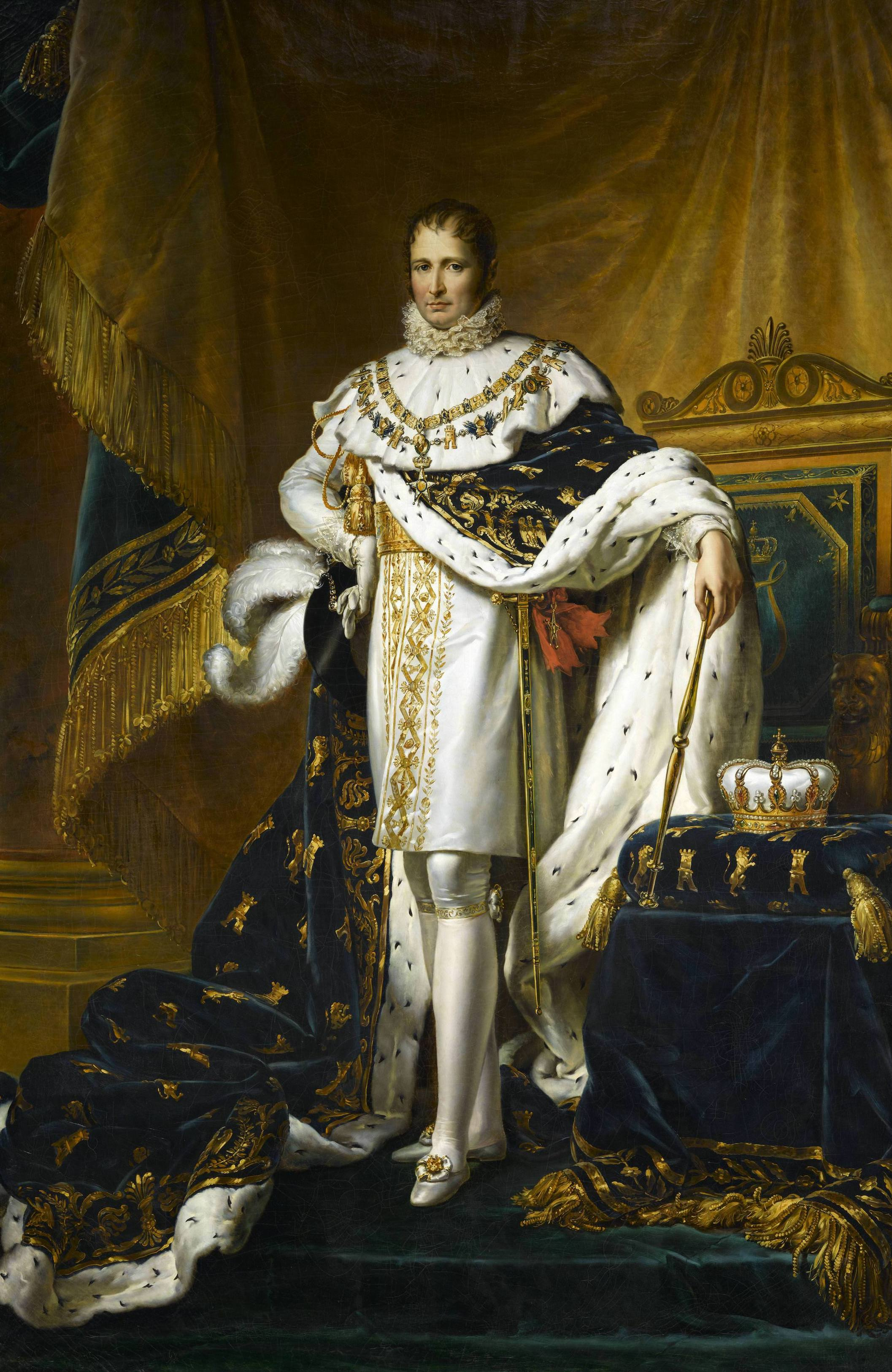
조제프 보나파르트, 스페인의 왕 (재위기간. 1808-1814)

각 지방의 군부가 출범하고 이들은 조제프의 왕위 계승이 날조임을 선언한다. 사제들 또한 "신을 믿지 않는" 프랑스를 비난하며 시위 전면에 참여한다. 군부는 집합적으로 영국에 도움을 요청했고 영국은 이 요청에 일일이 대응하기에 버거울 정도였다. 세비야 군부는 1808년 스페인 최고 군부임을 발표했으며 각 지방과 신대륙 각 속령에도 세워져 있던 군부는 세비야 군부를 최고 군부 지휘 계통으로 인정하여 페르난도 왕자를 대신해 임시 정부를 출범한다. 이듬해 프랑스군이 반격하여 임시정부를 카디스에서 붕괴시켰으나 그 요체는 전쟁이 끝무렵까지 존재했다.
조제프 왕은 스페인 내에서 일찍부터 화해하려 시도했으며 바욘에서 페르난도가 강제 퇴위 당하자 조제프는 스페인 귀족을 소집하여 보나파르트 왕가의 스페인 등극을 위한 첫 헌법 초안을 세우고자 했다. 호세 모니노를 비롯한 대부분의 거물급 정치인들은 소집 자체를 거부했고 내각과 헌법은 적법치 않은 것으로 간주됐다. 조제프는 1808년 7월 25일 마드리드에 입성했다.

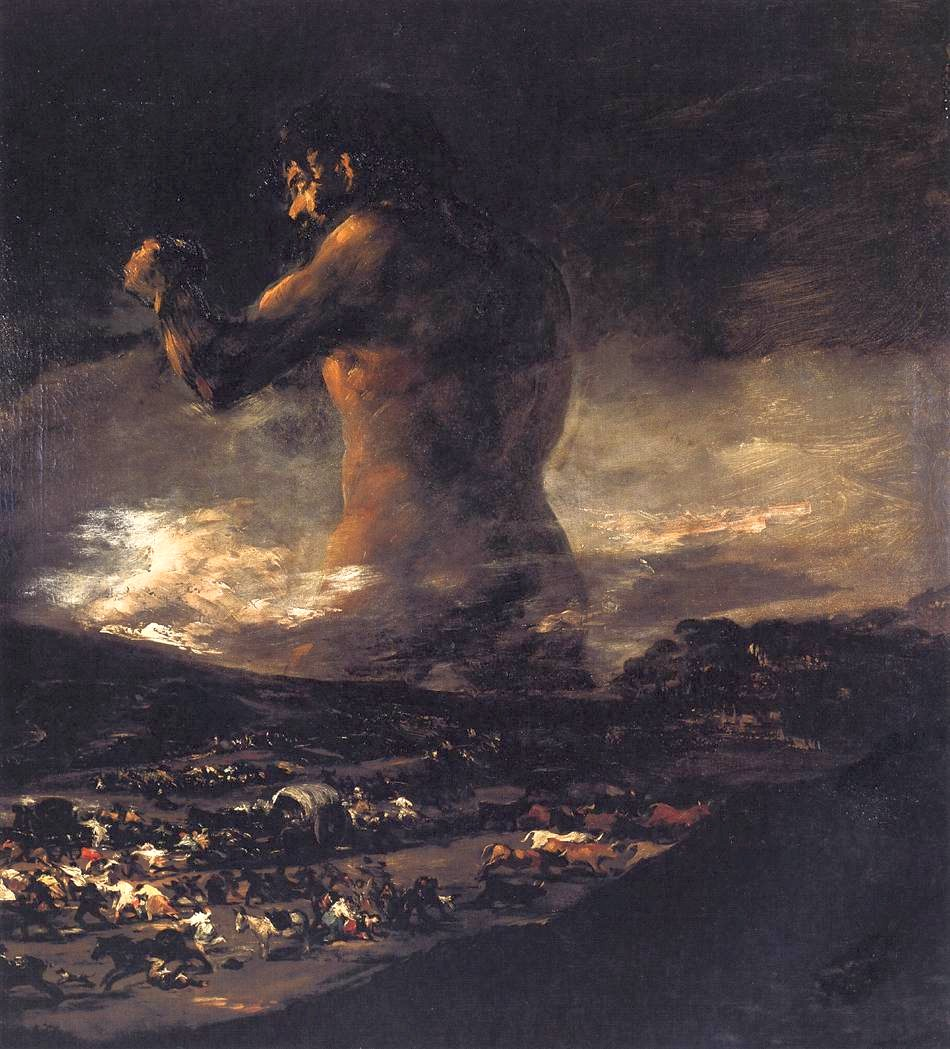
The colossus, 스페인의 당시 반도전쟁을 그린 그림

1808녀 프랑스에 대항하여 일련의 승리를 거두면서 나폴레옹 보나파르트가 스스로 1809년 스페인에 쳐들어왔으며 이에 따라 영국과 동맹국 군부는 두 달 안에 이베리아반도를 떠날 것을 강요 당한다. 나폴레옹은 만족하여 그의 휘하에 있던 사령관 니콜라 장드듀 술트에게 전쟁지휘권을 넘긴다. 스페인 군이 대패하면서 스페인의 저항은 게릴라 전쟁으로 변모했다. 수적으로는 프랑스 군이 스페인-영국-포르투갈군을 합친 것보다도 우세했지만 스페인인의 게릴라전은 큰 효과를 거둬 35만 명 정도의 프랑스 병사가 스페인에 주둔하고 20만 명 정도의 프랑스 군은 스페인 내에서 취약했던 프랑스군의 군수 공급을 돕는 데 역할했다.
많은 스페인 자유주의자들은 카를로스 3세 때의 치세와 정치를 통해 프랑스와의 교섭과 응집이 근대와 진보를 낳을 것이라는 생각을 늘 견지해왔다. 스페인 이단 심판이 끝나면서 더욱 신성하고 자유로운 군주제가 국민의 애정 속에 정착하기를 바랐던 그들은 프랑스가 계속해서 스페인 왕정에 개입하자 프랑스 궁정에 대한 의구심을 갖게 되고 자유주의자들도 프랑스에 대한 종전의 입장을 철회하기 시작한다. 1812년 경 많은 사람들이 스페인 게릴라전쟁에 참가하였고 1812년 헌법(일명 카디스 헌법)이 최고 군부를 통해 선포된다. 자유주의 법개혁가들이 주로 참여하여 초고를 작성한 이 헌법은 입헌군주제를 표방했다. 이단 심판은 폐지되었지만 로마 가톨릭교회는 여전히 국교였으며 이단은 범죄로 취급 당했다. 카디스 헌법은 스페인 헌정 사상 처음으로 발언의 자유와 집회 결사의 자유, 남성의 보통 참정권을 보장했다. 이에 대항하여 프랑스는 일시적으로 카탈루냐를 병합한다.

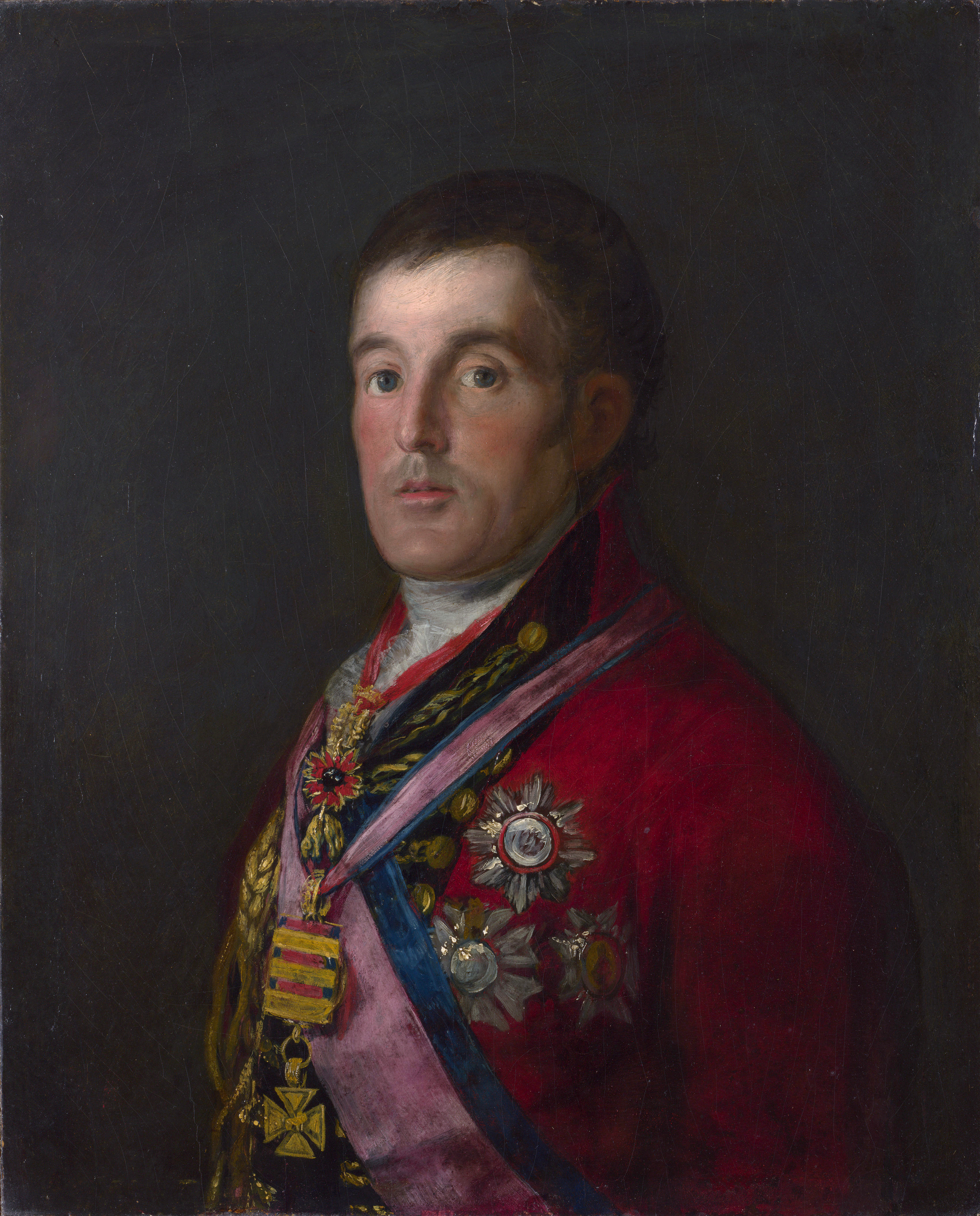
제1대 웰링턴 공작 아서 웰즐리, 영국군 총사령관으로 스페인과 포르투갈에 관련된 전선에 나선 사람이자 후에 영국 수상을 지낸 사람이다.

제1대 웰링턴 공작 아서 웰즐리가 이끌던 당시 영국군은 포르투갈을 통해 1810년 스페인에 침입한다. 남은 스페인군과 자원가들은 영국군과 힘을 합쳐 조제프 보나파르트가 이끌던 전선에서 프랑스군을 물리친다. 이 공적으로 공작에 오르지만 머지않아 포르투갈로 다시 전세가 밀려 그는 후퇴하게 된다. 1812년 8월 6일 그가 마드리드를 수복하기는 했지만 다시 포르투갈로 돌아가야 했다. 프랑스군은 러시아를 대적하려 군력을 재난에 가까울 정도로 소모하고 있어 나폴레옹의 정신 또한 스페인에 미칠 겨를이 없었다. 이를 간파한 웰즐리는 다시 기회를 엿보기 위해 1813년 공격했다. 1813년 6월 21일 빅토리아 전쟁에서 조제프 왕이 이끌던 프랑스군이 다시 대패했고 7월 초가 되자 피레네산맥 인근으로까지 프랑스군의 세력이 밀려난다. 겨울 동안 산등성이를 따라 이어지던 전투는 마침내 1814년 봄이 되자 스페인 연합군은 프랑스 남부로까지 진출하게 된다.
페르난도는 1814년 나폴레옹이 몰락한 뒤 감금에서 풀려났고 스페인에 돌아오자 마자 최고 군부위원회가 마련한 카디스 헌법에 서약할 것인가였다. 헌법은 단일 의회의 활동을 보장하고 있어 군주의 권한을 제한하는 경우가 많았기 때문에 보수주의를 표방하는 사제 계층에서는 이를 탐탁치 않아 했다. 페르난도는 자유주의 헌법을 수용하는 것을 거부했으며 카를로스 4세 때와 같이 국정을 운영해 절대왕정 군주로서 자신을 드러냈다. 그의 치세동안 아메리카 대륙의 식민지를 대부분 잃게 된다.

## 같이 보기
- 계몽시대
- 스페인의 역사